# Piacatuba

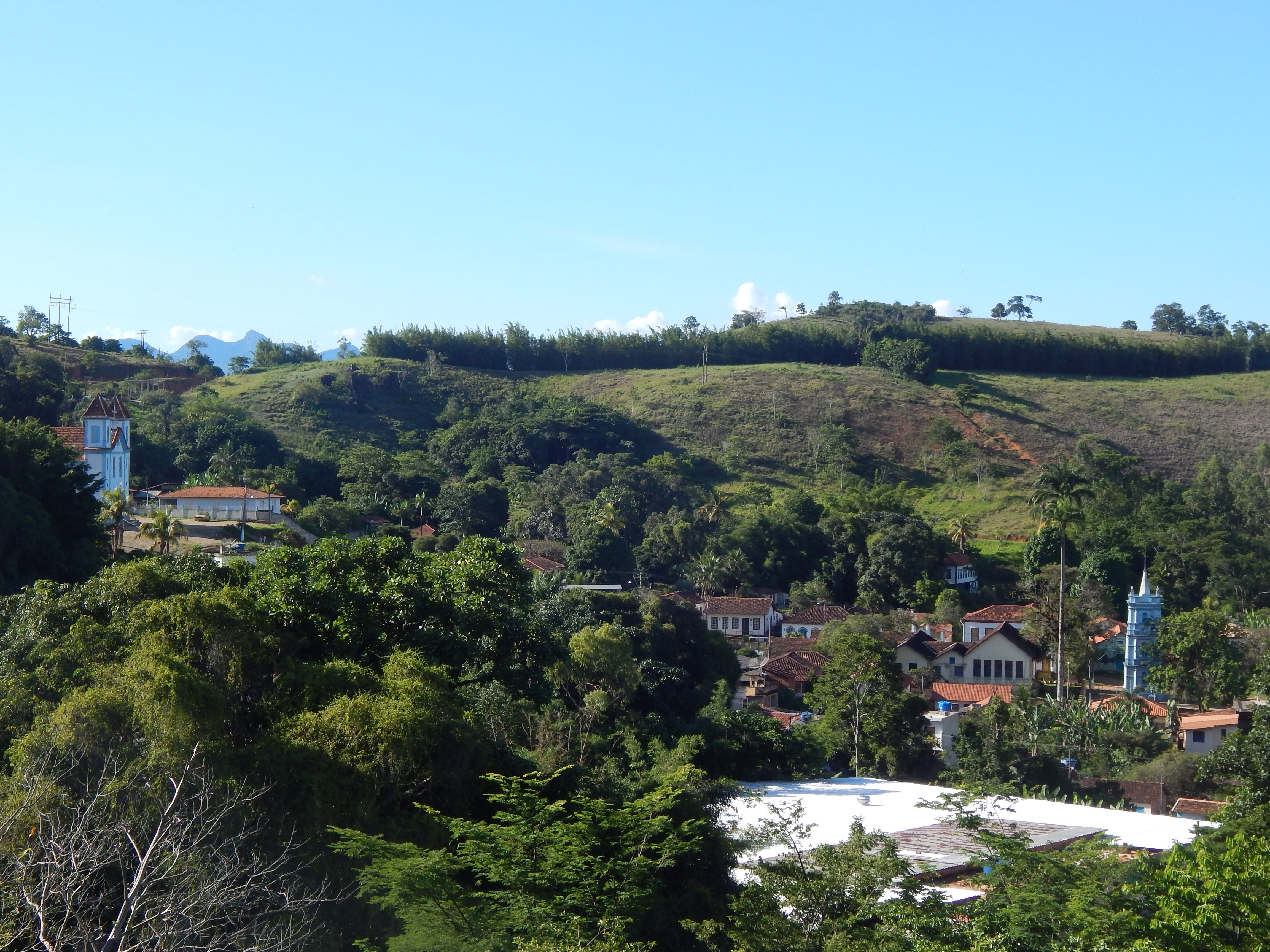
Vista parcial de Piacatuba, com a Igreja matriz à esquerda e a torre da cruz queimada à direita.

Piacatuba é um distrito do município brasileiro de Leopoldina, estado de Minas Gerais. Sendo um ano mais velha que Leopoldina. Inaugurada 03 de Maio de 1852 vem se destacando pela lendária Cruz .Em seu território, localiza-se a Usina Hidrelétrica Maurício, construída no rio Novo entre 1906 e 1908.

## História
O fazendeiro Domingos de Oliveira Alves, em 23 de agosto de 1844, doou terras para constituir o patrimônio de Nossa Senhora da Piedade, onde foi construída uma capela concluída em 1850. A localidade, por essa época, formava o Curato de Nossa Senhora da Piedade. Em 10 de outubro de 1851, pela lei nº 533, criou-se o distrito de Nossa Senhora da Piedade, subordinado ao município de Mar de Espanha. Em 27 de abril de 1854, pela lei n° 666, o distrito foi transferido para o recém criado município de Leopoldina. Em 1 de dezembro de 1873, a lei n° 2.027 criou a paróquia da Piedade. Em 17 de setembro de 1889, com o nome de Piedade da Leopoldina, foi elevada a freguesia pela lei n° 3.798. A adoção do nome Piacatuba ocorreu em 7 de setembro de 1923 pela lei estadual n° 843.

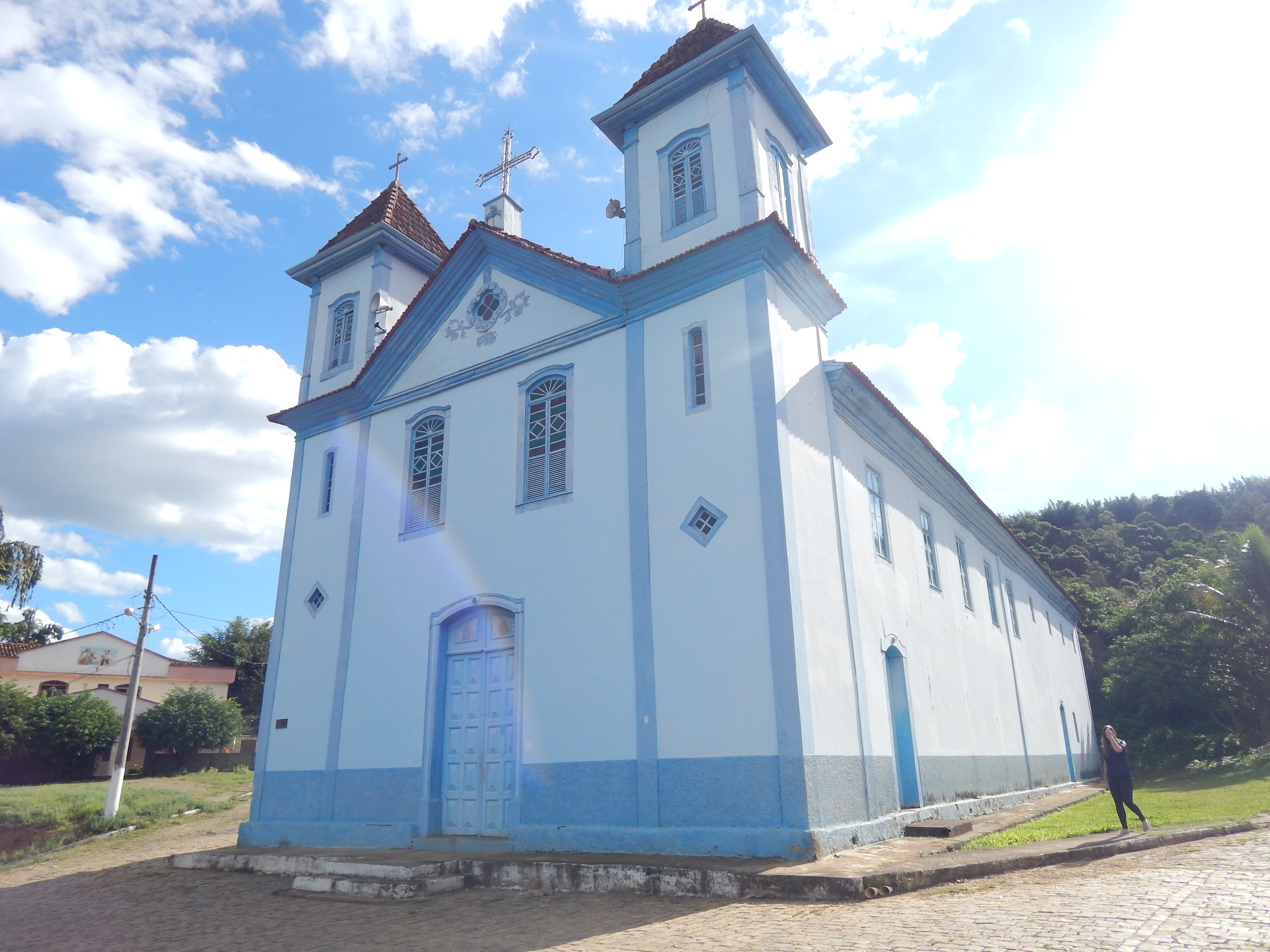
Igreja Matriz de Nossa Senhora da Piedade, Piacatuba
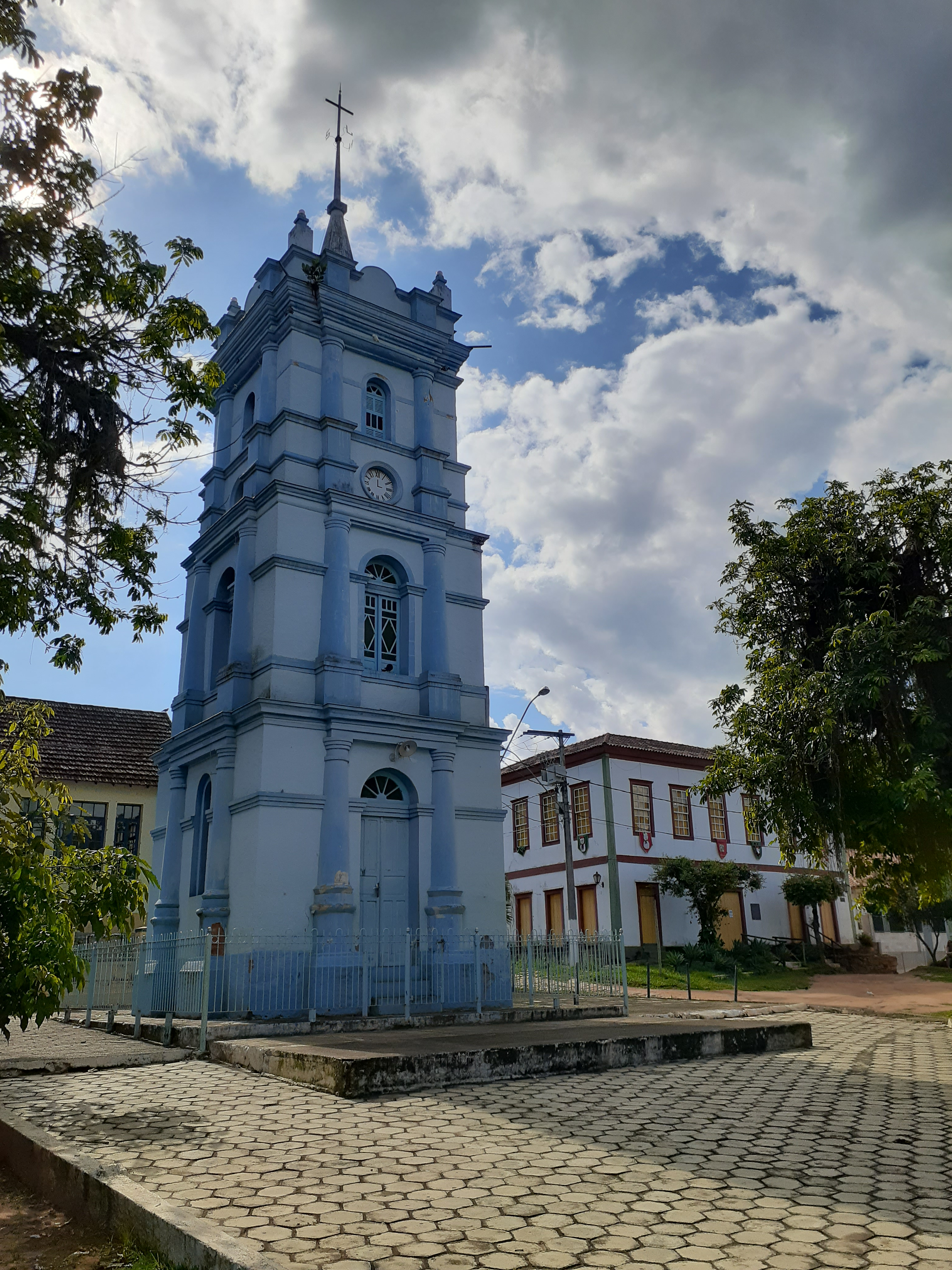
Torre da Cruz Queimada, Piacatuba
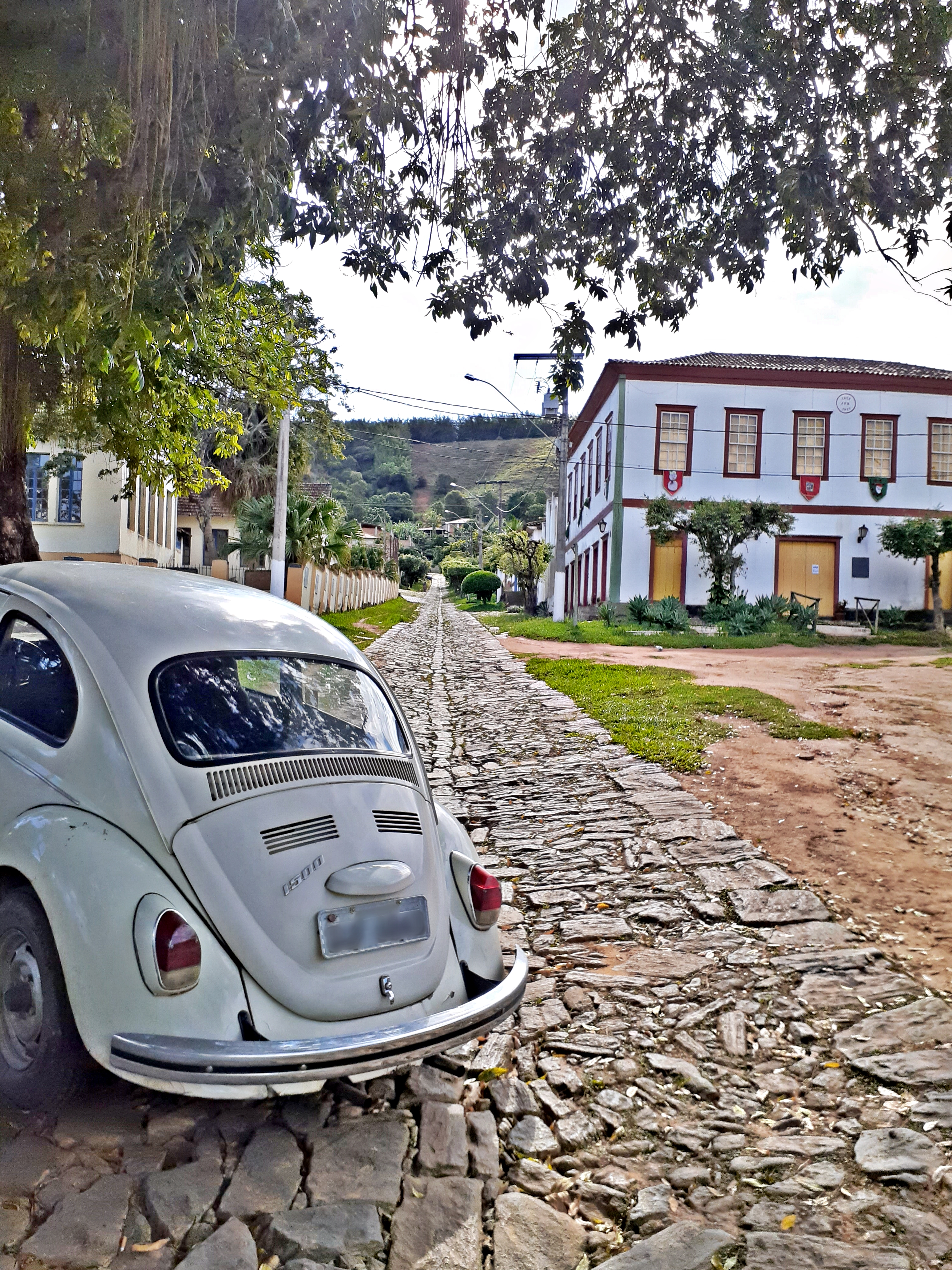
Rua dos Escravos, construída no século XVIII